# Sunnydale (Washington, King megye)
Sunnydale az Amerikai Egyesült Államok északnyugati részén, Washington állam King megyéjében elhelyezkedő önkormányzat nélküli település.